# Fiac
Fiac – miejscowość i gmina we Francji, w regionie Oksytania, w departamencie Tarn.
Według danych na rok 1990 gminę zamieszkiwało 706 osób, a gęstość zaludnienia wynosiła 28 osób/km² (wśród 3020 gmin regionu Midi-Pireneje Fiac plasuje się na 462. miejscu pod względem liczby ludności, natomiast pod względem powierzchni na miejscu 403.).